# Случайная находка
Случайная находка (инциденталома) — непредвиденная находка в организме человека, сделанная во время обследования по другому поводу.
Часто такие находки делаются во время исследований КТ и МРТ. Обычно речь идет об опухоли (совсем не обязательно злокачественной). Находка может быть полезна пациенту, если инциденталома может угрожать его здоровью, но может быть и вредна, если при отсутствии серьезного риска побуждает пациента на гипердиагностику и каскад новых исследований и тестов. Считается, что с улучшением возможностей медицинской визуализации количество таких находок будет расти. 14 % пациентов, по данным КТ всего тела, имеют аномалии в легких. Большинство случаев рака почки выявляется сегодня случайно.
Случайная находка бывает и при вскрытии. Так, до 10 % взрослого населения могут иметь изменения гипофиза, о которых не было известно при жизни пациента.
Важно отметить, что название «инциденталома» дано этим образованиям только потому, что они объединены обстоятельствами своего обнаружения — случайными. Гистологически же инциденталомы разнородны и ничего общего не имеют.